# Женская сборная Кении по баскетболу
Женская сборная Кении по баскетболу национальная баскетбольная команда, представляющая Кению на международных баскетбольных соревнованиях. Управляется Федерацией баскетбола Кении. Единственный раз в своей истории выступала на чемпионате мира в 1994 году (из-за отказа сборной Сенегала), заняла последнее место.

## Результаты

### Чемпионат мира
- 1994: 16°

### Чемпионат Африки
Представлены те чемпионаты, на которые сборная прошла квалификацию
- 1986: 5°
- 1993:  2°
- 1997: 4°
- 2007: 12°
- 2013: 10°
- 2019: 11°

### Другие турниры
Сборная Кении с 2003 года участвует во Всеафриканских играх:
- 2003: 5°
- 2007: 5°
- 2011: 6°

## Состав
| Перейти к шаблону «Состав сборной Кении по баскетболу» | Состав сборной Кении по баскетболу |  |

| Поз. | №  | Имя             | Дата рождения (возраст)  | Рост   | Клуб                             |
| ---- | -- | --------------- | ------------------------ | ------ | -------------------------------- |
| РЗ   | 6  | Дебора Обунга   | 25 февраля 1990 (35 лет) | 170 см | Кения Портс Ауторити             |
| РЗ   | 7  | Бетти Мджомба   | 30 августа 1985 (39 лет) | 160 см | Эквити Банк                      |
| АЗ   | 8  | Хильда Индаси   | 18 мая 1985 (40 лет)     | 173 см | Кения Портс Ауторити             |
| ЛФ   | 9  | Энн Роуз Атьено | 4 июля 1990 (35 лет)     | 175 см | Эквити Банк                      |
| З    | 10 | Джорджия Отьено | 12 июня 1992 (33 года)   | 170 см | А1 Челлендж                      |
| ЛФ   | 11 | Бетти Канану    | 4 июля 1992 (33 года)    | 175 см | Эквити Банк                      |
| Ц    | 12 | Белинда Окот    | 21 мая 1987 (38 лет)     | 185 см | Эквити Банк                      |
| Ц    | 13 | Мерси Ваньяма   | 14 января 1992 (33 года) | 185 см | Инмобилиария Виктор Антунья АДБА |
| Ц    | 14 | Вилма Овино     | 18 августа 1993 (31 год) | 190 см | Кения Портс Ауторити             |
| ТФ   | 15 | Силалеи Шани    | 14 декабря 1986 (38 лет) | 185 см | Игл Уингз                        |